# Валявко, Василий Антонович

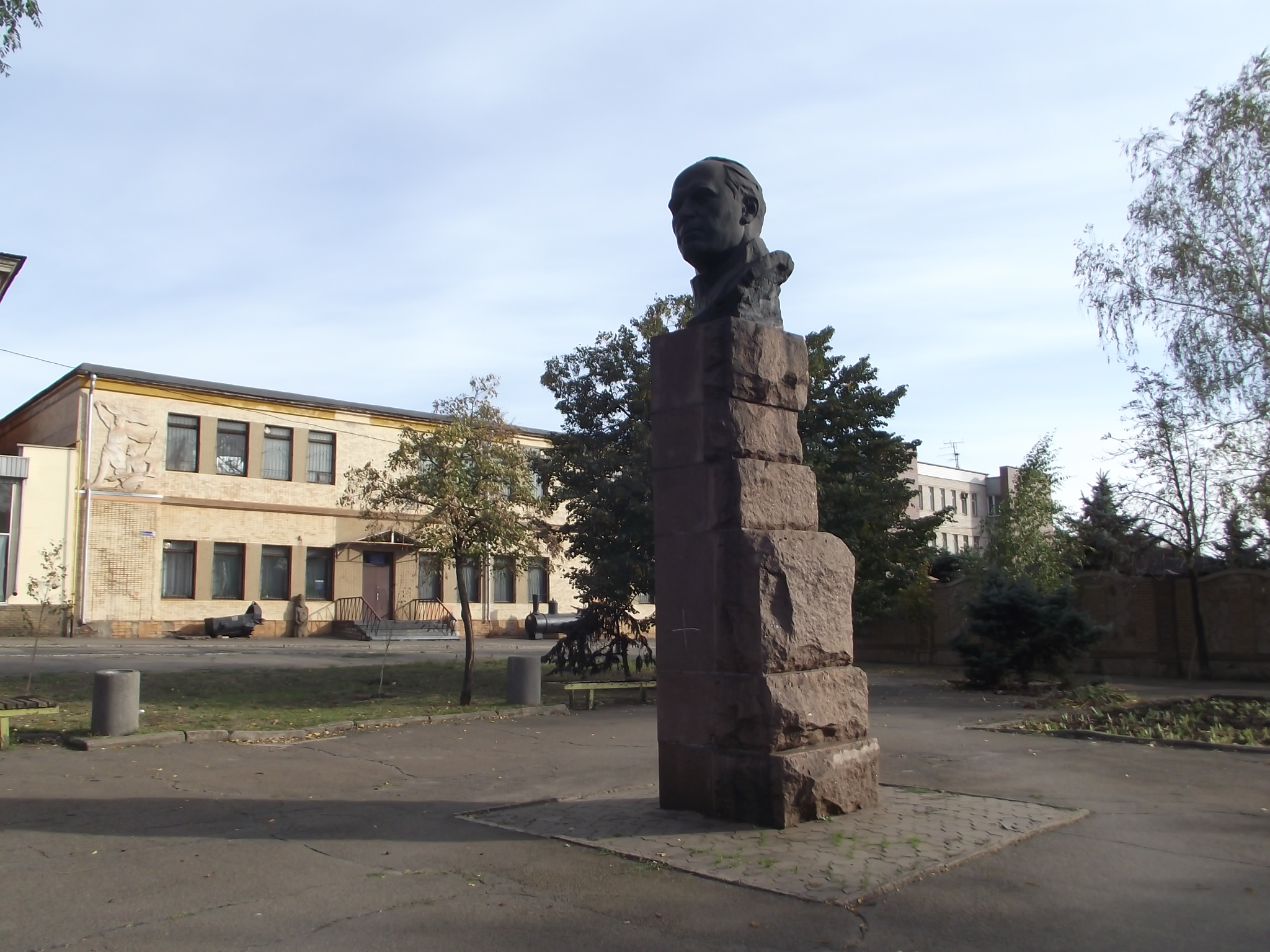
Бывший бюст Василия Валявко в бывшем сквере имени Валявко. Кривой Рог

Василий Антонович Валявко (Волявко) (май 1885, Успенка, Херсонская губерния — июль 1930, Москва) — революционный деятель в период Октябрьской революции в России. Первый председатель ревкома, военный комиссар местечка Кривой Рог. 

## Биография
Родился в мае 1885 года в селе Магдалиновка (ныне в составе села Успенка Николаевского района Одесской области) Севериновской волости Одесского уезда Херсонской губернии Российской империи в семье портного (впоследствии чернорабочего на рудниках).
Семья переезжала в поисках работы и оказалась на Криворожье, где он и окончил сельскую школу. Работал пастухом, затем батраком в помещичьих имениях.
В двенадцать лет, в 1897 году, поступил на шахту в Кривбассе. В 1898 году стал работать на руднике «Жёлтая Река» Французского общества, сначала как коногон, затем мальчиком при больнице и почтальоном. В 1900 году перешёл в механическую мастерскую слесарным учеником. В январе 1904 года, для освоения специальности железнодорожного машиниста, уехал в город Бендеры, но это не удалось и вскоре он вернулся в Кривой Рог, где стал работать на руднике «Дубовая Балка». На руднике существовала ячейка социал-демократической рабочей партии под руководством Фролова (ответвление Долгинцевской организации РСДРП под руководством Моисея Монастырского) и в ноябре 1904 года вступил в её ряды.
Принимал активное участие в событиях Первой Русской революции 1905 года на Юге России, был взят на учёт в полиции. В феврале 1906 года, предупреждённый о предстоящем задержании, бежал в Екатеринослав, а оттуда на Донбасс, в Юзовку.
На Донбассе не удалось устроиться на работу и пришлось вернуться на Криворожье, где он устроился работать на Карнаватском руднике. Выступал на собраниях рудокопов в защиту бойкота избирательной кампании в I Государственную думу. В начале мая 1906 года за антиправительственные действия был арестован вместе с другими работниками, саботировавшими работу на оборонных предприятиях. Осуждён и выслан на 3 года в Архангельскую губернию, проживал в городе Холмогоры. В конце 1909 года из ссылки вновь возвратился на Криворожье.
После Февральской революции 1917 года вернулся из Иркутской губернии в Екатеринослав, был направлен для партийной работы в местечко Кривой Рог. В нём, на руднике «Дубовая Балка», основал партийную организацию и руководил ею, вёл активную агитационно-организационную работу среди криворожских горняков и металлистов за улучшение условий работы, справедливую оплату труда, ограничение штрафов на предприятиях французских, польских и других капиталистов.
Для защиты населения Криворожья от произвола банд националистов и австро-венгерской оккупации, участвовал в организации групп народной самообороны — Красной гвардии. В составе 1-го Криворожского революционного полка участвовал в боях с австро-венгерскими оккупантами под Никополем, Александровском, в Донбассе и Дону. Поддерживал создание Донецко-Криворожской республики как депутат областных съездов советов. В январе 1918 года участвовал в вооружённом восстании за власть Советов в местечке Кривой Рог. В 1918 году с частями Красной армии с боями пробивается к Царицыну, где позже оборонял город от белогвардейцев.
После увольнения из РККА, невзирая на тяжёлую болезнь, продолжал работать в Саратовской губчека и губкоме партии. В 1919 году по распоряжению ЦК назначен председателем Екатеринославской ЧК, позже возглавлял ЧК на Волыни и в Костроме. В 1920—1921 годах — председатель Александрийского и Чигиринского уездных исполкомов. В 1922 году — председатель Кременчугского губсовнархоза. В 1924 году учился на марксистских курсах при ЦК КП(б)У. В 1926 году работал в торговом представительстве СССР в Германии. В 1927 году — председатель Мариупольского окрисполкома. В 1927—1928 годах — член коллегии НК PКИ УССР.
Умер в конце июня 1930 года в Москве.

## Память
- Именем был назван рудник в Кривом Роге;
- Посёлок Валявко, на месте села Антоновка, рядом с городом Кривой Рог, просуществовал с начала 1950-х годов до начала 1970-х годов;
- Именем Валявко была названа шахта[4] рудоуправления имени Ильича, треста «Дзержинскруда»;
- В честь Василия Валявко была названа одна из улиц Центрально-Городского района и сквер[5] в Кривом Роге;
- Был установлен памятник-бюст[5] работы скульптора Александра Васякина, в сквере Валявко, на улице Октябрьская[5], возле Криворожского историко-краеведческого музея. Памятник-бюст сброшен с постамента в 2015 году.

## Публикации
- Валявка В. Из революционной деятельности екатеринославских рабочих с 1914 по 1917 годы / Отв. ред. М. Равич-Черкасский // Летопись революции. Журнал Комиссии по изучению Истории Октябрьской Революции и Коммунистической Партии (большевиков) Украины. — Х. : Государственное издательство Украины, 1923. — № 2. — С. 146—155.
- Валявко В. Из истории рабочего движения на Криворожьи / Отв. ред. С. Шрейбер // Летопись революции. Журнал Комиссии по истории КП(б)У и Октябрьской Революции на Украине. — Х. : Государственное издательство Украины, 1925. — № 3 (12). — С. 50—76.